# Fulton, Arkansas
Fulton är en ort i Hempstead County i delstaten Arkansas, USA.